# Mohamed Diamé
Mohamed Diamé (Créteil, Francia, 14 de junio de 1987) es un futbolista francés, nacionalizado senegalés, que juega de centrocampista.

## Trayectoria
Es un jugador que salió de la cantera del R. C. Lens francés. Tras el descenso liguero del club francés, Diamé obtuvo la carta de libertad y recaló en las filas del C. D. Linares, equipo de 2.ª división B en ese momento, donde jugó 31 partidos y marcó un gol durante la temporada 2007-08, donde el entonces entrenador Pedro Pablo Braojos no le dio continuidad alegando que no tenía calidad para jugar en dicha categoría.
En el verano de 2008, tras la finalización del contrato con el club andaluz, fichó por el Rayo Vallecano, donde aumentó su proyección y su fama. Siendo elegido "Jugador Revelación" de la segunda división. 
En invierno se interesó el Betis, Liverpool, Real Madrid y F. C. Barcelona, pero el Rayo no negoció por él hasta el verano de 2009.[cita requerida] Se habló desde varios medios de prensa deportiva que el jugador tenía cerrado su traspaso al Real Zaragoza, pero finalmente fichó por el Wigan Athletic F. C. por tres temporadas, despertando el interés de equipos fuertes de la misma liga.
En el verano de 2012, y tras terminar su contrato con el Wigan, firmó un contrato de tres años con el West Ham United Football Club, convirtiéndose así en el tercer fichaje del club londinense tras su vuelta a la máxima categoría del fútbol inglés.
El 3 de agosto de 2016 firmó por tres temporadas con el Newcastle United Football Club inglés. Finalizado el contrato, en julio de 2019 se comprometió por dos años con el Al-Ahli Doha.
Después de varios meses sin equipo tras abandonar la entidad catarí, en abril de 2022 regresó al fútbol español para incorporarse al C. F. Fuenlabrada lo que quedaba de temporada y tratar de ayudar al equipo a lograr la permanencia en Segunda División. No se consiguió el objetivo, pero se quedó en el club después de llegar a un acuerdo en agosto para seguir un año más. Se marchó en enero tras llegar a un acuerdo para rescindir su contrato y volvió a Catar para jugar en el Al-Sailiya S. C.

## Selección nacional
Debutó el 26 de marzo de 2011 con la selección de fútbol de Senegal en un partido contra la selección de fútbol de Camerún por la clasificación de la Africa Cup Quali, donde la selección senegalesa ganó por 1 a 0. En julio de 2012 fue incluido en la lista de 18 jugadores que representaron a Senegal en el Torneo de Fútbol Masculino de los Juegos Olímpicos de Londres 2012, como uno de los dos jugadores mayores de 23 años que la selección africana llevó a las olimpiadas. En toda su carrera internacional con la selección de fútbol de Senegal, ha jugado 36 partidos internacionales anotando un gol en ellos.

## Clubes
| Club                   | País       | Año       |
| ---------------------- | ---------- | --------- |
| R. C. Lens "II"        | Francia    | 2005-2007 |
| C. D. Linares          | España     | 2007-2008 |
| Rayo Vallecano         | España     | 2008-2009 |
| Wigan Athletic F. C.   | Inglaterra | 2009-2012 |
| West Ham United F. C.  | Inglaterra | 2012-2014 |
| Hull City A. F. C.     | Inglaterra | 2014-2016 |
| Newcastle United F. C. | Inglaterra | 2016-2019 |
| Al-Ahli Doha           | Catar      | 2019-2021 |
| C. F. Fuenlabrada      | España     | 2022-2023 |
| Al-Sailiya S. C.       | Catar      | 2023-2024 |